# Kevin Ayers
Kevin Ayers (Kent, 16 de agosto de 1944 — Montolieu, 18 de fevereiro de 2013) foi um guitarrista inglês, parte da cena Canterbury e influente na música psicodélica. Foi um dos fundadores da banda de jazz-rock Soft Machine no final da década de 1960.
Além da carreira a solo, trabalhou com artistas como Mike Oldfield, Brian Eno, Syd Barrett, John Cale, Robert Wyatt ou Elton John.